# Rubaru (plaats)
Rubaru is een bestuurslaag in het regentschap Sumenep van de provincie Oost-Java, Indonesië. Rubaru telt 2936 inwoners (volkstelling 2010).